# 文字一志
文字 一志（もんじ かずし、1963年〈昭和38年〉3月17日 - ）は、日本の政治家。北海道倶知安町長（2期）。

## 来歴
1963年〈昭和38年〉3月17日、北海道古宇郡泊村で出生。1歳の時に父の仕事の都合で倶知安町へ移住し、倶知安高校卒業まで過ごした。
その後、北海学園北見大学を卒業。元々本が好きだったこともあり、岩手県の大学で短期集中講座を受講し、図書館司書の資格を取得したものの、欠員が出ないと募集されないなど、就職が困難であったため民間企業や倶知安町職員の採用試験を受けた。民間企業から内定を貰っていたが、生まれ育った町であったことや倶知安町に図書館が無く、町の図書館づくりに立ち会えると考えたことが決め手となり、倶知安町役場へ入庁。
入庁後、主に観光・企画畑を歩み、福祉医療課長や総合政策課長を歴任。入庁から退職するまでの30年間について、初めは想像を上回る忙しさで戸惑ったが、慣れるにつれて先輩や同僚に恵まれた職場環境の中で仕事の楽しさが分かったと述懐している。
2019年（平成31年）1月20日、倶知安町長選挙に無所属で出馬し、地域による子育てを推進する条例の制定、医療の充実、公園を活用した町づくりを訴え、現職の西江栄二を破り、初当選。
※当日有権者数：12,105人 最終投票率：63.55%（前回比： 1.88pts）
| 候補者名 | 年齢 | 所属党派 | 新旧別 | 得票数  | 得票率 | 推薦・支持 |
| -------- | ---- | -------- | ------ | ------- | ------ | ---------- |
| 文字一志 | 55   | 無所属   | 新     | 4,103票 | 53.3%  |            |
| 西江栄二 | 55   | 無所属   | 現     | 3,504票 | 45.5%  |            |

2023年1月、任期満了に伴う町長選挙が告示され、文字以外の立候補者の届け出が無かったことから、無投票での再選を果たした。

## 主張
北海道新幹線の札幌延伸に伴う、並行在来線となる函館本線（小樽 - 長万部間）の、新幹線延伸の5年前への廃止前倒しを主張している。